# Jaltomata auriculata
Jaltomata auriculata là loài thực vật có hoa trong họ Cà. Loài này được (Miers) Mione mô tả khoa học đầu tiên năm 1999.